# Frederik Rantzau (1677-1726)
 Der er flere personer med dette navn, se Frederik Rantzau.
Frederik Rantzau (1677 – 18. april 1726 på Rosenvold) var en dansk godsejer og officer, bror til Christian Rantzau og Sophie Hedevig Rantzau.
Han var søn af greve Otto Rantzau og Sophie Amalie Krag, blev 1695 immatrikuleret på Det ridderlige Akademi i København, blev 1702 ritmester i 4. jyske nationale Rytterregiment i Brabant, blev såret 1704 i slaget ved Höchstädt, 1706 major i Jyske Rytterregiment, 1708 oberstløjtnant til hest, 1711 karakteriseret oberst og 1714 generalmajor. Han skød sig den 18. april 1726 af melankoli ("død ynkelig ved et Pistolskud").
Han er begravet i Det Rantzauske Kapel i Rårup Kirke.